# Luzula bulbosa
Luzula bulbosa är en tågväxtart som först beskrevs av A.W.Wood, och fick sitt nu gällande namn av Bernard Bryan Smyth och L.C.Smyth. Luzula bulbosa ingår i Frylesläktet som ingår i familjen tågväxter. Inga underarter finns listade i Catalogue of Life.